# توماس مینیل
توماس مینیل (انگلیسی: Thomas Mienniel؛ زادهٔ ۲۴ نوامبر ۱۹۸۰) بازیکن فوتبال اهل فرانسه است.
از باشگاه‌هایی که در آن بازی کرده‌است می‌توان به باشگاه فوتبال کلرمون فوت، باشگاه ورزشی آمیان، و باشگاه فوتبال آنژه اشاره کرد.